# Chilluévar
Chilluévar település Spanyolországban, Jaén tartományban. Chilluévar Santo Tomé, La Iruela és Cazorla községekkel határos. Lakosainak száma 1322 fő (2024).

## Népesség
A település népessége az elmúlt években az alábbi módon változott:
| Lakosok száma | 1818 | 1707 | 1615 | 1594 | 1635 | 1533 | 1483 | 1434 | 1397 | 1322 |
|               | 2001 | 2004 | 2007 | 2009 | 2012 | 2014 | 2017 | 2019 | 2022 | 2024 |